# Geschichte der Homosexualität in der Schweiz
Dieser Artikel befasst sich mit der Geschichte der Homosexualität in der Schweiz als Teil der Geschichte sexueller Minderheiten.

## Frühneuzeit bis Helvetik

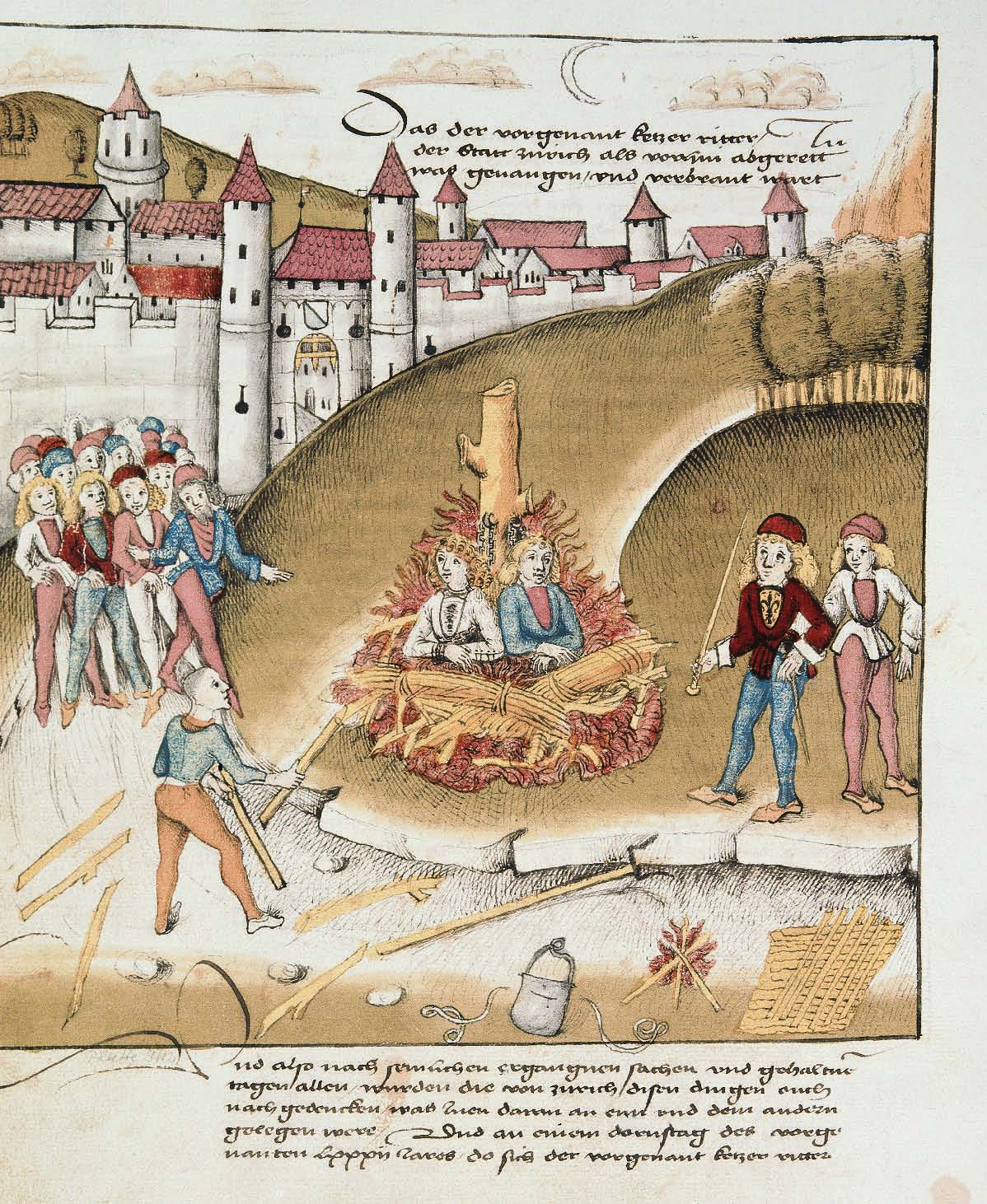
Verbrennung des Ritters von Hohenburg mit seinem Knecht vor den Toren Zürichs wegen Sodomie 1482

Sodomie, worunter früher vor allem die Homosexualität begriffen wurde, galt als eine von vielen Sünden. Als erste unmissverständliche gesetzliche Grundlage für die Ahndung von Homosexualität auf Schweizer Boden gilt die «Constitutio Criminalis Carolina» von 1532, die mit jeweiligen Abweichungen auch in vielen Kantonen der Eidgenossenschaft eingeführt wurde. Schon zuvor, im 13. Jahrhundert, nahmen die Sodomiterverfolgung und die Strafen für Sodomie in ganz Europa erheblich zu. Für den Kanton Zürich ist bekannt, dass es zwischen 1400 und 1798 zu insgesamt 179 Todesurteilen wegen Sodomie kam. Nach Eigentums- und Tötungsdelikten waren Sodomiedelikte der dritthäufigste Grund für eine Todesstrafe. Im Vergleich zu italienischen Städten des fünfzehnten Jahrhunderts blieb die Anzahl der in der Eidgenossenschaft wegen homosexueller Handlungen Verurteilten allerdings relativ gering.
In den deutschsprachigen Kantonen der Eidgenossenschaft wurde Homosexualität als eine «welsche» Sünde bezeichnet. Männer, die wegen Sodomie verurteilt wurden, gaben oft an, im französisch- oder italienischsprachigen Ausland zu ihrem homosexuellen Verhalten gebracht worden zu sein. Umgekehrt wurden die Eidgenossen im Ausland häufig als Volk geschmäht, das sexuellen Verkehr mit Kühen habe. Zu Zeiten der Reformation wurden dann oft Katholiken als Homosexuelle bezeichnet, während diese wiederum die Reformierten als «Kuogehyer» beschimpften.
Wie in anderen Gegenden Europas geschahen homosexuelle Handlungen auch in der Eidgenossenschaft meist intergenerational. Im Gegensatz zu Städten im Süden Europas war es bei Gerichtsverhandlungen wegen gleichgeschlechtlichem Analverkehr weniger wichtig, wer wen penetriert hatte, sondern mehr, welches Alter die Beteiligten hatten. Kinder und Jugendliche konnten einer Strafe entgehen. In Basel kam es 1416 im Fall des Dominikaners Heinrich von Rheinfelden dazu, dass dieser trotz erwiesener homosexueller Handlungen von seinem Orden vor Strafverfolgung durch den Grossen Rat geschützt wurde.
Wie viele Personen wegen Sodomie zum Tode verurteilt wurden, konnte sehr vom Willen des Inhabers der Gerichtsbarkeit abhängen, solche Vergehen aufzudecken und zu verfolgen. So wurden während der Amtszeit des Kyburger Landvogtes Hans Conrad Heidegger zwischen 1694 und 1698 insgesamt 22 Jugendliche wegen Sodomie exekutiert. Mit dem Aufstieg Heideggers zum Obervogt in Höngg endete diese Serie. In den erhaltenen Gerichtsakten ist eine sprachliche Trennung zwischen den Sodomievergehen dokumentiert, wobei «sodomia» für Homosexualität stand und Verkehr mit Tieren als «bestialitas» bezeichnet wurde.
Alles in allem dominierte allerdings das Wegschauen. Vielfach wurde auf Bestrafung verzichtet, da man homosexuelle Betätigung nicht an die Öffentlichkeit bringen wollte. Man war nämlich der Meinung, Homosexualität verbreite sich in erster Linie, indem man über sie rede und sie damit erst bekannt mache. Sie wurde deshalb die «stumme Sünde» genannt.

## 19. Jahrhundert

### Helvetik
In der durch die Aufklärung und die Werte der Französischen Revolution geprägten Helvetik (1798–1803) wurde Homosexualität nicht verfolgt. Mit dem Ende der Helvetischen Republik ist Homosexualität in den meisten Kantonen wieder Offizialdelikt geworden und wurde mit bis zu mehreren Jahren Zuchthaus geahndet.

### Liberale Vorkämpfer
Als erster Mensch der Neuzeit trat Heinrich Hössli, ein Tuchhändler aus Glarus, mit einem Werk an die Öffentlichkeit, um die Homosexualität zu verteidigen. In seinem zweibändigen Werk Eros. Die Männerliebe der Griechen (Glarus 1836 und St. Gallen 1838) stellte er, vom Liberalismus geprägt, die Forderung auf, dass die Anerkennung der Homosexualität ein Prüfstein für Demokratie und liberale Bürgerrechte sei.
Ausserhalb der Schweiz traten Mitte des 19. Jahrhunderts zwei liberale Vorkämpfer für die Rechte der Schwulen an die Öffentlichkeit und gaben der Homosexualität erstmals einen eigenen Namen. 1864 prägte Karl Heinrich Ulrichs aus dem Königreich Hannover den Begriff Uranismus, 1868 folgte Karl Maria Kertbeny aus Österreich-Ungarn mit seinem Begriff Homosexualität.
In den 1880er- und 1890er-Jahren sah sich Jakob Rudolf Forster aus Brunnadern SG (1853–1926) von den sankt-gallischen Behörden wegen seiner offen gelebten Homosexualität verfolgt. 1893 gelangte er mit einer Eingabe an die Eidgenössischen Räte zur Beseitigung der Diskriminierung der Homosexuellen. Karl Heinrich Ulrichs wendete sich mit einem Begnadigungsgesuch für Forster an die Behörden St. Gallens.

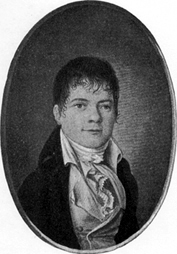
Heinrich Hössli, Schweiz
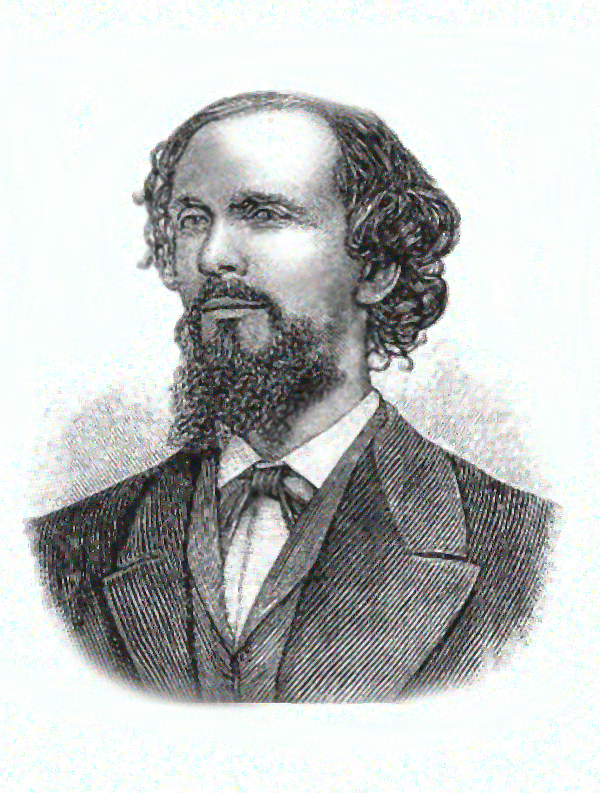
Karl Heinrich Ulrichs, Königreich Hannover
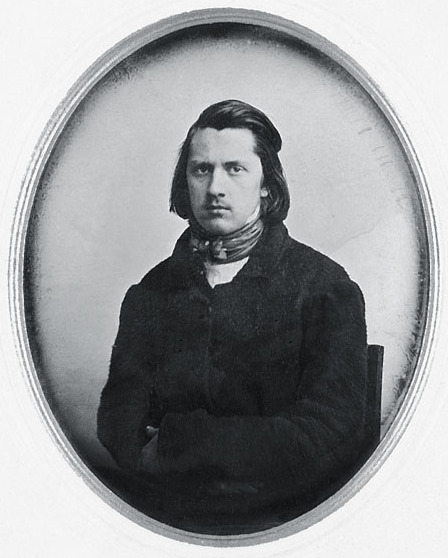
Karl Maria Kertbeny, Österreich-Ungarn

## 20. Jahrhundert

### Um 1900
Um 1900 wurden homosexuelle Handlungen in den meisten Kantonen der deutschsprachigen Schweiz bestraft. Straffrei waren sexuelle Beziehungen unter Personen des gleichen Geschlechts damals in den lateinischen Kantonen Genf, Tessin, Waadt und Wallis, ab 1919 auch in Basel-Stadt. Nur auf Antrag strafbar und damit kein Offizialdelikt waren sie in den Kantonen Freiburg, Graubünden und Neuenburg. Lediglich die männliche Homosexualität stand in den Kantonen Basel-Landschaft, Glarus, Neuenburg und Solothurn unter Strafe. Der Strafrahmen reichte bis zu mehreren Jahren Gefängnis. Terminologisch war nie von «Homosexualität» die Rede, sondern von «Unzuchtsdelikten».

### 1930er-Jahre: Szene entsteht
In den 1930er-Jahren entstehen Tanzklubs in Basel und Zürich. Europaweit ist Berlin die attraktivste Stadt für Schwule und Lesben. Das ändert sich schlagartig, als der Nationalsozialismus im Deutschen Reich losbricht.
Mehrere schweizerische Stadtpolizeien beginnen Homosexuellen-Register anzulegen, die sie durch Razzien an Treffpunkten füllten. 1931 gründeten einige Frauen durch die Initiative von Laura Thoma in Zürich den Damen-Club Amicitia, die erste lesbische Organisation der Schweiz. Nach der Vereinigung von Amicitia mit dem schwulen «Excentric-Club Zürich» (ECZ) zum «Schweizer Freundschafts-Verband Amicitia» brachte der Verband ab 1932 das Freundschafts-Banner (ab 1933 Schweizerisches Freundschafts-Banner, 1937–1942 Menschenrecht) heraus, die erste lesbisch-schwule Zeitschrift der Schweiz. Dieses ruft seine Leser immer wieder auf, gegen die Verleumdungen in der Presse vorzugehen und sich für eine Entkriminalisierung der Homosexualität einzusetzen. Am 3. Juli 1938 nahm das Schweizer Stimmvolk das Schweizerische Strafgesetzbuch an, das das Strafrecht bundesweit vereinheitlichte und die Strafbarkeit homosexueller Handlungen abschaffte.

### 1940er-Jahre: Straffreiheit und Rückzug

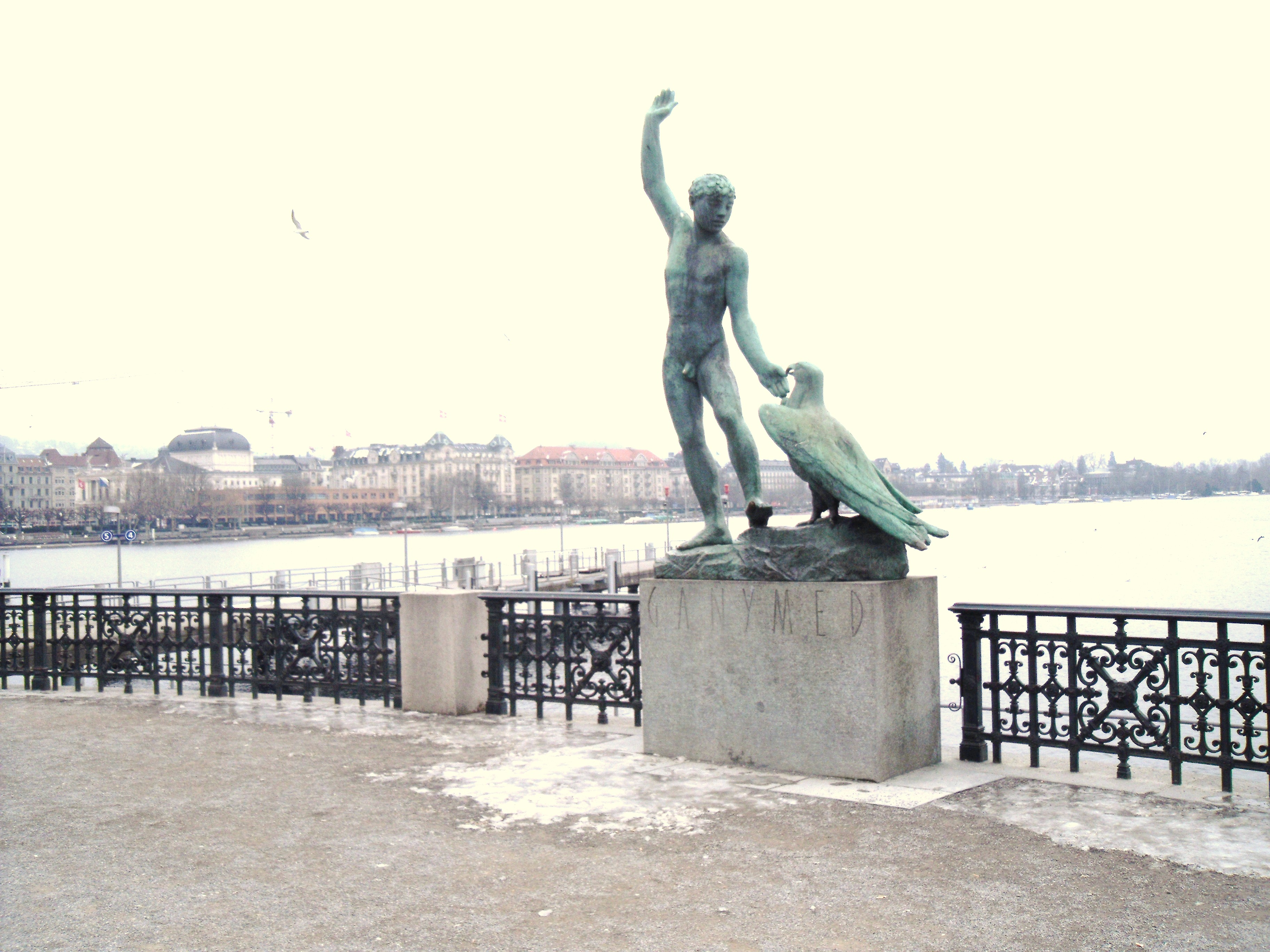
Ganymed-Plastik in Zürich von 1952.

Am 1. Januar 1942 trat nach 24 Jahren Vorbereitung das Schweizerische Strafgesetzbuch in Kraft (zuvor hatte jeder Kanton sein eigenes Strafgesetzbuch). Artikel 194 Nr. 1 stellte denjenigen unter Strafe, der «eine unmündige Person des gleichen Geschlechtes von mehr als sechzehn Jahren zur Vornahme oder zur Duldung unzüchtiger Handlungen verführt». Faktisch bedeutete dies, dass einvernehmliche homosexuelle Handlungen zwischen Erwachsenen ab einem Alter von 20 Jahren legalisiert wurden, sofern sie nicht gewerbsmässig vorgenommen wurden (Strafbarkeit homosexueller Prostitution gem. Art. 194 Abs. 3). Dieser Kompromiss – die Verbindung von Straffreiheit und Jugendschutz – ging auf einen Vorschlag des Strafrechtlers Ernst Hafter zurück, der damit die Blockade im Parlament von Befürwortern und Gegnern der Straffreiheit von homosexuellen Handlungen durchbrechen konnte. Sexuelle Handlungen von Personen verschiedenen Geschlechtes waren gemäss Artikel 191 dagegen ab einem Alter von 16 Jahren legalisiert, zuvor lag das Schutzalter für Heterosexuelle zwischen 12 und 16 Jahren, und einige Kantone kannten gar keines.
Durch die neue Freiheit in der Schweiz nahm die Bedeutung Zürichs als Europäische Schwulenmetropole zu.
Mit der Entkriminalisierung der Homosexualität wurde der kämpferische Ton der Zeitschrift Menschenrecht hinfällig. Der neue Herausgeber Karl Meier benannte die Zeitschrift in Der Kreis / Le Cercle / The Circle um und machte aus ihr eine Kulturzeitschrift für Homophile. Die Zeitschrift richtete sich nun nur noch an Männer. Sein Club Der Kreis organisierte mehrmals jährlich Partys. Diese und die Zweimonatsschrift waren in ganz Europa bekannt.

### 1950er-Jahre: angepasst und versteckt
Karl Meier war der Auffassung, dass nach der rechtlichen Anerkennung die gesellschaftliche noch Jahre dauern würde und dass Homosexuelle diese nur erreichen könnten, indem sie angepasst und unauffällig lebten. In Der Kreis erschienen in erster Linie erbauliche Texte auf Deutsch, Französisch und Englisch und künstlerische Männerfotos. Mitglieder und Abonnenten verkehrten untereinander nicht mit ihrem Namen, sondern mit Pseudonymen.
Dennoch hat Der Kreis die Entwicklung der Schwulenbewegung nach dem Zweiten Weltkrieg in ganz Europa beeinflusst, wenn nicht inspiriert. In Deutschland folgten ihm die Kameradschaft die runde in Reutlingen, in Frankreich die Zeitschrift Arcadie, in den Niederlanden das Cultuur- en Ontspannings Centrum COC (existiert noch heute), in Dänemark der Kredsen af 1948 und in den Vereinigten Staaten die Mattachine Society.

### 1960er-Jahre: Ende der Eiszeit
In einigen Presseberichten über Prozesse gegen Mörder von Schwulen wurde die Adresse des Clubs der Kreis öffentlich bekannt gegeben, und ab 1960 wurde das Lokal gekündigt. Erstes Mordopfer war 1957 der Musiker Robert Oboussier, der wie die späteren Ermordeten im Sinne einer Täter-Opfer-Umkehr in der Presse als verführerischer Täter an einem Minderjährigen geschildert wurde. Grossanlässe waren nun nicht mehr möglich. Auch wurde das Klima in einigen Ländern Europas liberaler. Abonnenten brachen weg. Ende 1967 erschien die letzte Ausgabe des Kreis, worauf jüngere Männer aus dem Umfeld des Kreis umgehend die neue Zeitschrift Club 68 gründeten (die ab 1970 unter dem Titel hey erschien). Anfang 1967 wurde das Thema «Homosexualität» erstmals vom Schweizer Fernsehen unter dem Motto «Jugendschutz» aufgenommen (Sendungen vom Januar und 20. Februar 1967). 1970 wurde in diesem Umfeld die Schweizerische Organisation der Homophilen SOH gegründet. Die SOH war der erste schwule Dachverband und galt als eher konservativ und angepasst. Vor allem linke und studentische Schwule konnte er nicht erreichen. Die Geschichte vom Freundschafts-Banner (1932) bis zur SOH wird als erste Schwulenbewegung bezeichnet.

### 1970er-Jahre: Zweite radikale Schwulenbewegung

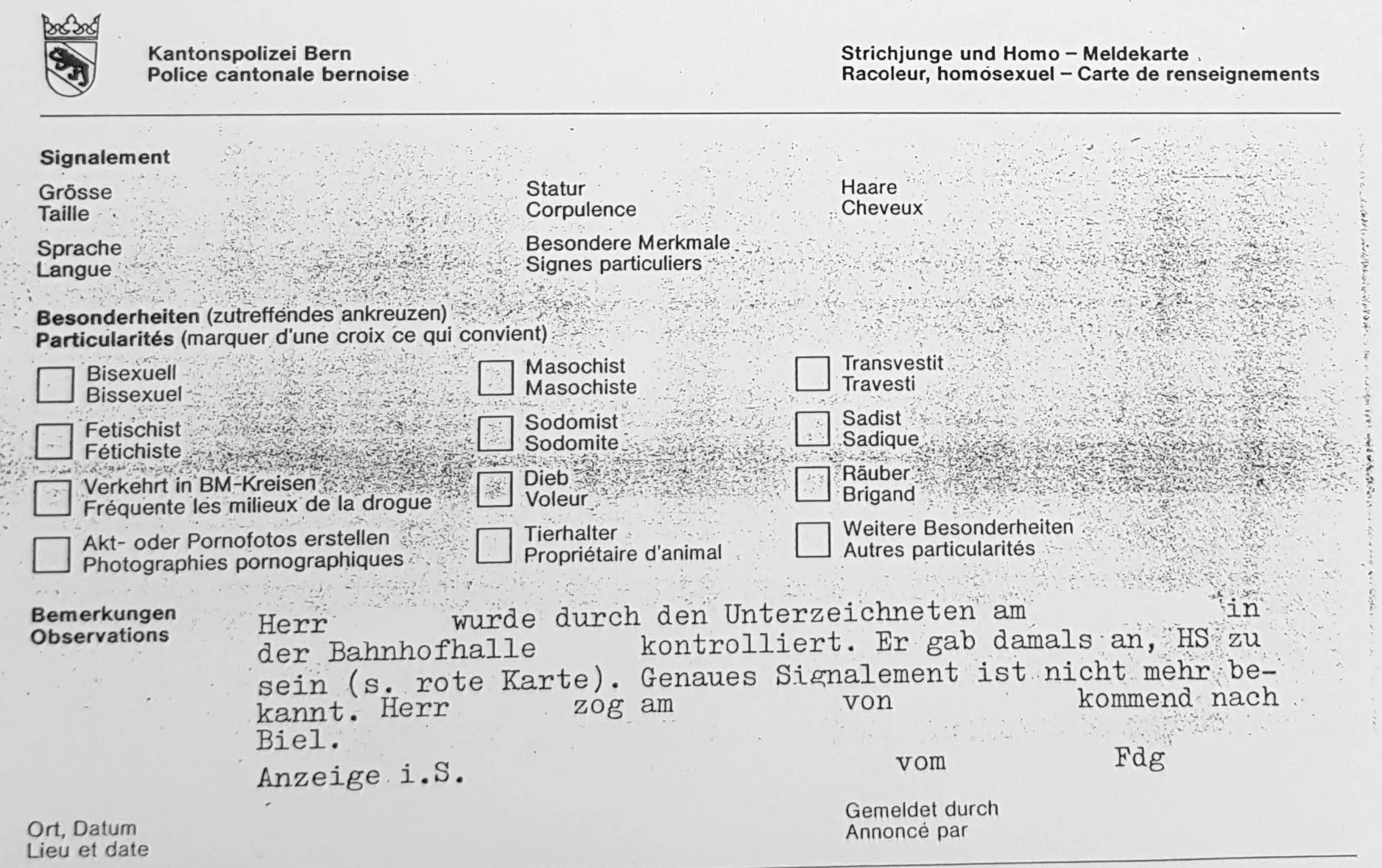
Meldekarte "Strichjunge und Homo" der Kantonspolizei Bern, 1970er Jahre.

Anfang der 1970er-Jahre dringen erste Nachrichten über die schon 1969 stattgefundenen gewalttätigen Ausschreitungen von Schwulen gegen Polizeiwillkür nach Europa (Stonewall). Dies mobilisiert insbesondere junge, linke Schwule. 1970 dreht Rosa von Praunheim seinen Film Nicht der Homosexuelle ist pervers, sondern die Situation, in der er lebt, der in der Folge an den Universitäten von Zürich, Basel und Bern gezeigt wird. Im Anschluss an die Filmvorführungen werden die homosexuellen Arbeitsgruppen in Zürich (HAZ), Basel (erst HAB, dann HABS) und Bern (HAB) gegründet. Immer mehr Initiativen gründeten auf Grund dieses Anstoßes Gruppen und Vereine mit einer modernen, progressiven Ausrichtung. Homosexuelle waren nicht mehr gewillt, sich der heterosexuellen Norm zu beugen, sondern setzten sich für die gesellschaftliche Gleichbehandlung von Homosexuellen ein, die offen zu ihrer sexuellen Orientierung und Identität standen, das entsprach dem neuen Selbstbewusstsein vieler Homosexueller, zu dem in von Praunheims Film aufgerufen wird.
In Zürich schlossen sich 1973 Ledermänner zur Loge70 zusammen. 1974 gründeten die HA-Gruppen ihren ersten nationalen Dachverband, die Homosexuellen Arbeitsgruppen Schweiz (HACH). Es entstand eine Vielfalt von Gruppen und kommerziellen Szeneangeboten. Das gesellschaftliche Klima änderte sich merklich zugunsten der Homosexuellen. Grosse Arbeitgeber erliessen Anordnungen, dass Mitarbeiter nicht mehr aufgrund ihrer Homosexualität entlassen werden dürfen. Die Polizei führte immer noch ihre Homo-Register.

#### 12. April 1978: Telearena zum Thema Homosexualität
Zum zweiten Mal in der Geschichte des Schweizer Fernsehens war Homosexualität ein Thema. In der Sendung Telearena wurden verschiedene Spielszenen gezeigt und dazwischen diskutierten Interessierte und Betroffene zum Teil hitzig über die gezeigten Fernsehberichte. Schwule Aktivisten aus der ganzen Deutschschweiz waren im Publikum und die wenigen Gegner der Homosexualität hatten kaum eine Bühne für ihre Thesen. Zum ersten Mal zeigten sich Homosexuelle ohne verfremdete Bilder. Unter einigen Maskierten hatte es welche, die während der Sendung diese fallen liessen. Einer davon wurde nachher so diskriminiert, dass er sich das Leben nahm.
Die Lesben waren thematisch nicht berücksichtigt worden. Trotzdem hatte es Aktivistinnen im Studio, die laut protestierten («Si mached mich suur, herr Indermuur»).

#### 24. Juni 1978: Der erste Christopher Street Day der Schweiz
Die Homosexuellen Arbeitsgruppen Schweiz (HACH), die Schweizer Organisation der Homophilen (SOH) und die Homosexuelle Frauengruppe (HFG) organisierten auf dem Zürcher Platzspitz den ersten Christopher Street Day der Schweiz. Dabei wurde mit dem Sammeln von später total 5'500 Unterschriften für die Abschaffung des Homoregisters begonnen. Begleitet von der Presse wurde die Vernichtung der Karteien erzwungen. Bern und Basel folgten.
Siehe auch: CSD in der Schweiz

### 1980er-Jahre: Die AIDS-Krise
Von 1979 bis 1982 organisierten Schwule und Lesben jährlich nationale Homosexuellen-Kundgebungen, die von massiver Polizeipräsenz geprägt waren. 1982 erreichten die ersten Nachrichten über AIDS die Schweiz. «Schwulen-Krebs», «Schwulenseuche», GRID (Gay-related immune deficiency) waren die ersten Namen, die AIDS erhielt. Weder wussten die Menschen zu dieser Zeit, wie AIDS verursacht wurde, noch wie die Ansteckung erfolgte. Um dieser Herausforderung zu begegnen, gründeten sich 1984 die Schwulen Medizinmänner (ab 1997 Medi Gay), die zusammen mit HAZ, SOH und dem Universitätsspital Zürich noch im selben Jahr die ersten Informationsveranstaltungen zu HIV und AIDS durchführten.
1985 gründeten Loge 70, alle HA-Gruppen und die SOH zusammen mit dem Bundesamt für Gesundheitswesen (BAG) die Aids-Hilfe Schweiz (AHS). 1986 wurde die von der AHS herausgegebene AIDS-Broschüre an alle Haushalte der Schweiz verteilt. In der Folge konnte AIDS weder besiegt noch eingedämmt werden, aber die Präventionskampagne der AHS ist die erfolgreichste Präventionskampagne der Schweiz. Benötigte die Parodontose-Kampagne ein halbes Jahrhundert, um die Bevölkerung aufzuklären und das Verhalten massgeblich zu beeinflussen, erreichten die AHS und die kantonalen AIDS-Hilfen dieses Ziel in einem Jahrzehnt.
Trotz des Leides vieler Schweizer, das durch HIV und AIDS verursacht wurde, entstand daraus aber auch ein breites Verständnis für alternative Lebensformen in der Schweiz. Behörden und die Schwulenbewegung arbeiteten erfolgreich Hand in Hand.

#### 1988: Ausstellung Männergeschichten
1988 fand in der Kulturwerkstatt Kaserne in Basel die Ausstellung Männergeschichten über Schwules Leben 1930–1980 in Basel statt. Die Bevölkerung begann Schwule wieder ausserhalb des Themas AIDS wahrzunehmen. Die Ausstellung war ein so grosser Erfolg, dass ein Überschuss erwirtschaftet wurde, mit dem die Stiftung Stonewall gegründet wurde, die heute alljährlich zum CSD in Zürich den CSD-Stonewall-Award für herausragende Leistungen für Schwule und Lesben vergibt.

### 1990er-Jahre: Gleichstellung im Strafrecht und Gay Pride
Im Dezember 1990 wurde die Ungleichbehandlung im Strafgesetzbuch (vgl. oben) beendet.
Anfang der 1990er-Jahre entstand in Zürich, Bern, Basel und Lausanne neben der kommerziellen Schwulenszene eine reiche Partyszene mit und neben der sich neu bildenden Technoszene. Der Anfang machte das GNC (Gay Night Company) im Zürcher Industriequartier. Kultstatus erreichte das Deposit, das nach dem Tod der Gründer schloss. Das Aera veranstaltete über ein Jahrzehnt monatliche Partys, das Labyrinth war anfänglich ein Untergrundclub mit monatlichen Partys, konnte sich dank seines Erfolges schnell etablieren und einen dauernden Wochenendbetrieb aufnehmen. Bis zu seiner Schliessung 2007 wegen Drogenfunden war es weit über die Schweizer Landesgrenzen hinaus bekannt.
1994 wurde erstmals seit 1982 wieder ein CSD durchgeführt. Seit diesem Jahr findet er alljährlich in Zürich statt. Unvergessen ist die persönlich vorgetragene Rede aus dem Jahr 2001 von Bundesrat Moritz Leuenberger, die begann mit: «Meine Damen und Damen. Meine Herren und Herren».
Politisch ist dieses «schwule Jahrzehnt» durch das Inkrafttreten der Sexualstrafrechtsrevision (1992) und den Abstimmungskampf gegen die Referenden von evangelikaler Seite geprägt, die alle zugunsten homosexueller Menschen gewonnen wurden.
1995 gründeten die Schwulengruppen, die Betriebe der Schwulenszene und Private den Nationalen Dachverband Pink Cross. Die SOH ging auch darin auf. Die neu sehr geschlossen auftretende Schwulenbewegung konnte mit der durch die LOS (Lesbenorganisation Schweiz) vertretenen Lesbenbewegung die Forderung nach Rechtsgleichheit von Hetero- und Homosexuellen erreichen. Nationale Kundgebungen auf dem Bundesplatz in Bern für ein Partnerschaftsgesetz oder den Diskriminierungsschutz legten den Grundstein für den Erfolg dieser Anliegen.

## 21. Jahrhundert
Zur Situation heute siehe: Homosexualität in der Schweiz